# Crépin Point
Crépin Point är en udde i Antarktis. Den ligger i Sydshetlandsöarna. Argentina, Chile och Storbritannien gör anspråk på området.
Terrängen inåt land är kuperad. Havet är nära Crépin Point åt sydost. Trakten är glest befolkad. Närmaste befolkade plats är Commandante Ferraz Station, 4,2 kilometer öster om Crépin Point. 